# Oberea ceylonica
Oberea ceylonica är en skalbaggsart som beskrevs av Aurivillius 1921. Oberea ceylonica ingår i släktet Oberea och familjen långhorningar.
Artens utbredningsområde är Sri Lanka. Inga underarter finns listade i Catalogue of Life.